# Лірницька вулиця (Дніпро)

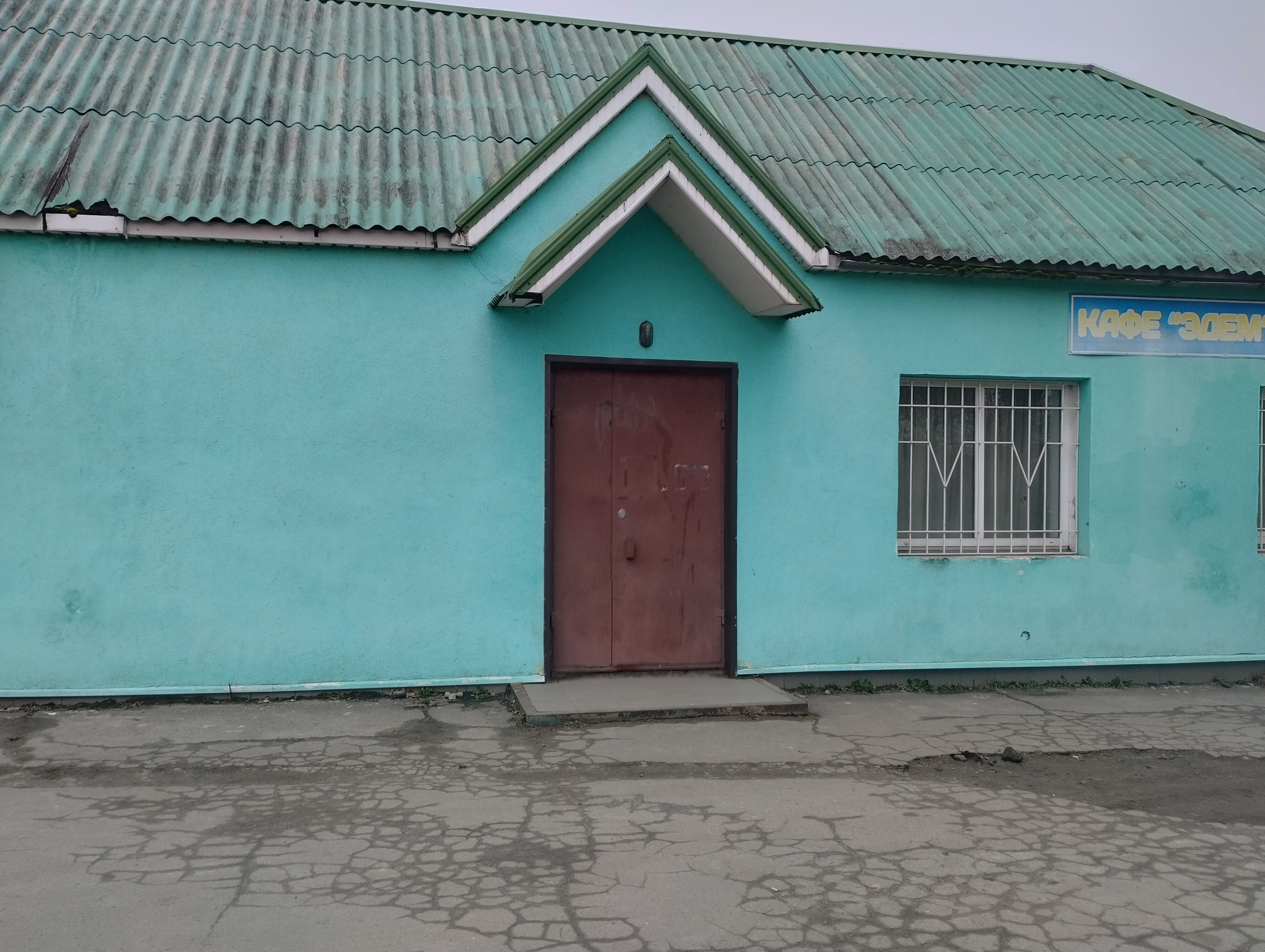
Вулиця Лірницька. Будинок колишньої сільської ради Діївки Другої. Нині кафе "Едем".

Лі́рницька ву́лиця — вулиця у житловому масиві Діївка Новокодацького району Дніпра. Сполучається з Мукачівською вулицею, утворюючи перехрестя з вулицями Дніпрельстанівською та Великою Діївською.
Прилучаються вулиці Задніпровська, Металоконструкцій.
Вулиця рівнинна; має початок у Дніпрових плавнях й йде на південь, трохи вище Великої Діївської.

## Назва
Колишня назва — Сільрадська. Стара назва походить від розташованої неподалік сільської ради  колишнього села Діївка -2[джерело?]

## Забудова
Забудова вулиці Лірницької — виключно садибна, 1-2—поверхова. Будинки мають нумерацію до № 97а (непарний бік) та № 106 (парний бік).